# Universidad Metropolitana (Ecuador)
Die Universidad Metropolitana, kurz UMET, ist eine staatliche Universität in Guayaquil in Ecuador mit Niederlassungen in Quito und Machala.
Die Hochschule wurde 2000 gegründet. Sie bietet den Studierenden 15 Hochschulabschlüsse, einen postgradualen Abschluss und 15 Zertifikatsabschlüsse an in den Fakultäten:
- Sozial- und Geisteswissenschaften
- Wirtschafts- und Wirtschaftswissenschaften
- Ingenieurwissenschaften
- Gesundheit- und Körperkultur